# ويليام الكسندر وير
ويليام الكسندر وير هو قاضي ومحامي وسياسي كندي، ولد في 15 أكتوبر 1858 في مونتريال في كندا، وتوفي في 22 أكتوبر 1929 في لندن في المملكة المتحدة. حزبياً، نشط في حزب كيبيك الليبرالي. وقد انتخب عضو الجمعية الوطنية في كيبك ‏ وانتخب رئيس الجمعية الوطنية في كيبك ‏.